# Mauricio Arroyo
Mauricio Arroyo (Bogotá, Colombia, 12 de enero de 1989) es un futbolista colombiano. Juega de mediocampista y actualmente no tiene equipo.

## Trayectoria
Arroyo jugó desde las divisiones inferiores en el Real Cartagena, haciendo su debut en la Primera A en 2007. Hasta el año 2009 el jugador perteneció al club colombiano. El 3 de diciembre de 2009 es confirmado su traspaso al club español Gimnàstic de Tarragona.
Posteriormente, en julio de 2011 se confirma su regreso a Colombia, para jugar con el Independiente Medellín.

## Selección Colombia
Con la Selección de fútbol de Colombia Mauricio Arroyo fue convocado para el equipo de mayores en el duelo amistoso frente a Nigeria de noviembre de 2008, por el entrenador Eduardo Lara. Posteriormente fue convocado por José Helmer Silva para hacer parte del equipo que juega en el Campeonato Sudamericano Sub-20 de 2009.

## Clubes
| Club                   | País     | Año         |
| ---------------------- | -------- | ----------- |
| Real Cartagena         | Colombia | 2007 - 2009 |
| Gimnàstic de Tarragona | España   | 2009 - 2011 |
| Independiente Medellín | Colombia | 2011 - 2012 |